# Вільям Ольд
Ві́льям Ольд (англ. William Auld; *6 листопада 1924 — †11 вересня 2006) — шотландський поет, перекладач; перша персона що номінована на Нобелівську премію за творчість мовою есперанто.
Жив у містечку Долар. Доглядав з дружиною Метою садочок розміром три на три ярди. Ві́льям та його родина шанобливо ставились до національних традицій.
Вільям Ольд — автор понад 50 книжок, серед котрих переклади й антології. Всі книги написані міжнародною мовою есперанто.
Закінчивши гімназію, на час Другої Світової Війни служив пілотом-розвідником у північній Африці. Після війни вступив до університету і отримав диплом викладача англійської літератури. Саме у цей час вирішив писати свої твори мовою есперанто, з котрою поет познайомився ще в гімназійні роки на зборах пластунів.
У 1952 році вийшла збірка «Подих пристрасті» чотирьох авторів т. зв. «шотландської школи», майже половина віршів вийшла з-під пера Б.Ольда. У 1956 році видана «Дитяча раса», поема з 25 великих розділів, яка заснувала період постромантизму в есперантській оригінальній літературі.
Перекладав на есперанто драматичні твори, серед котрих: усі сонети В. Шекспіра, (1981 р.); сонети Р. Бернса; укладання «Шотландської антології»; укладання двотомної «Англійської антології»; оригінальну «Есперантську антологію», 800 сторінок якої охоплюють твори 117 поетів; переклади трилогії Дж. Толкіна «Володар перснів», останній том датований 1997 роком; перекладав власні твори.
За своє життя Вільям Ольд зібрав бібліотеку есперантської літератури кількістю 4500 книг. Два американських університети пропонували Ві́льяму продати бібліотеку за значну суму коштів. Наприкінці 2001 року, порадившись з дружиною, шотландець всю книгозбірню передав безкоштовно в Національну бібліотеку Единбурга — столиця Шотландії.
Вільям Ольд триразовий претендент на Нобелівську премію: 1998–2003 роки.
Поезію Ольда різних років перекладали українською мовою: Петро Тимочко, Петро Коробчук, Віктор Паюк, Петро Паливода.